# 佐藤輝夫
佐藤 輝夫（さとう てるお、1899年1月10日 - 1994年4月13日）は日本のフランス文学者、中世フランス文学研究で著名。

## 経歴
徳島県生まれ。旧制撫養中学をへて、1923年に早稲田大学仏文科を卒業。早稲田大学在学中は吉江喬松の指導を受ける。1926年から1928年にかけて、フランスのパリ大学、ボルドー大学（フランス語版）に留学し、中世フランス文学を専攻。1932年に母校の文学部講師となり、助教授をへて1945年に教授となる。1969年に早稲田大学文学部を退任した後も、明星大学教授として教鞭をとった。

## 受賞・栄典
- 1954年：『ヴィヨン詩研究』- 読売文学賞
- 1973年：『「ローランの歌」と「平家物語」』- 日本学士院賞

## 研究内容・業績
- 佐藤が手掛けた『トリスタン・イズー物語』や『ローランの歌』の翻訳は、今でも読まれている。
- フランス文学研究者の渡辺一夫から「現代日本における数少ないフランス中世文学研究者中の大きな存在」と評され、特にヴィヨン研究は特筆されている[2]。

## 著書
- 『仏蘭西中世「語りもの」文芸の研究』 白水社 1941年
- 『フランス精神と文化』 目黒書店「民族文化叢書」 1943年
- 『ヴィヨン論考』 二見書房 1949年
- 『フランス文学の精神』 小石川書房 1949年、旧河出文庫 1955年、カルチャー出版社「フランス文学シリーズ」、1974年
- 『ヴィヨン詩研究』 中央公論社 1953年、増補版1972年
- 『系譜的にみたフランス文学 第1』 早稲田大学出版部 早稲田選書 1956年
- 『概観フランス文学史』 三笠書房 1958年
- 『ヨーロッパ文学の史的展望』 弘文堂 1970年
  - 改題『ヨーロッパ文学』 明星大学出版部 1982年
- 『ローランの歌と平家物語』 中央公論社（前・後編） 1973年
- 『フランス文学』 明星大学出版部・めいせい出版「教養選書」 1979年
- 『トリスタン伝説 流布本系の研究』 中央公論社 1981年
後半の資料編に、流布本の代表としてベルール、風雅体本の代表としてトマ、各『トリスタン物語』翻訳を収録。
- 『フランス精神と文学』 三修社 1981年、ISBN 978-4384037111
- 『叙事詩と説話文学 研究余滴』 早稲田大学出版部 1985年 ISBN 978-4657850195

### 翻訳
- 『愛児トロツト』、『トロツトの妹』 アンドレ・リシュタンベルジェ、田中末廣共訳 文化書房 1931年
- 『大遺言書』 フランソワ・ヴィヨン、弘文堂書房・世界文庫 13 1940年、創元文庫 1953年
- 『中世ヒューマニズムと文芸復興』 エティエンヌ・アンリ・ジルソン

白水社 仏蘭西文芸思潮叢書 1940年／改訳版 明星大学出版部、めいせい出版 教養選書 1976年
- 『現代仏蘭西に及ぼしたる独逸の影響』 ルヰ・レイノオ、理想社出版部 1941年
- 『アンコール詣で』 ピエール・ロティ、白水社 1941年／中公文庫（改訳版） 1981年
- 『トリスタン・イズー物語』 ジョセフ・ベディエ編著 冨山房 1941年／岩波文庫[3] 1953年、改訳版1985年
- 『フランソア・ヴィヨン 生涯とその時代』 ピエール・シャンピオン、筑摩書房 1943年、増訂版（上下） 1971年
- 『現代人モンテーニユ その思索と体験』 ビレスコフ・ヤンゼン、東京堂 1946年
- 『ヴイヨン詩』 青朗社 1946年
- 『水鏡の歌 フランス中世物語集』 全国書房 1947年
- 『結婚十五の愉しみ』 新樹社 1948年、現代教養文庫 1985年
- 『愛より祈りへ』 アベラールとエロイーズ、青磁社 1949年
- 『アヂィアデ』 ピエール・ロチ 岩波文庫 1952年、復刊1992年ほか
- 『東洋の幻影』 ピエール・ロチ 岩波文庫 1952年、復刊1986年ほか
- 『歴史はスメールに始まる』 サミュエル.N.クレマー、植田重雄共訳 新潮社 1959年
- 『ローランの歌』 筑摩書房「世界文学大系 65」1962年／ちくま文庫「中世文学集2」1986年 ISBN 978-4480020765
- 『フランソア・ヴィヨン全詩集』 河出書房新社 1976年 ISBN 978-4-309-20056-9

## 注・出典
1. ↑  佐藤輝夫『フランス文学の精神』河出文庫、1955年、1p頁。
2. ↑  佐藤輝夫『フランス文学の精神』河出文庫、1955年、268p頁。文庫解説
3. ↑  戦後まもなくは様々な他社版も刊行